# Тяньюйлун
Тяньюйлун (лат. Tianyulong) — монотипический род птицетазовых динозавров из семейства гетеродонтозаврид (Heterodontosauridae), включающий единственный вид — Tianyulong confuciusi. Жили в юрском периоде (около 158 млн лет назад) на территории нынешней Азии. Окаменелости динозавра были найдены в провинции Ляонин, Китай в формации en:Tiaojishan Formation. Научно описан палеонтологом Чжэном и его коллегами в 2009 году.
Передвигался на двух ногах. Найденный экземпляр, вероятно, не принадлежит взрослой особи: его длина составляет всего 71 сантиметр. Ископаемые остатки тяньюйлуна сохранили три пучка окаменевших волос длиной примерно 3,8 см (в районе хвоста — 5 см).
По мнению китайских учёных, были покрыты жёстким волосовидным пухом. В связи с этим сотрудники Китайской Академии наук и Китайской Академии геологических наук предполагают, что перья начали образовываться у динозавров раньше, чем принято считать. Исследователи предполагают, что уже первые динозавры имели перья и некоторые виды их затем утратили. Другие учёные не воспринимают всерьёз эту гипотезу.